# 大阪オートメッセ
大阪オートメッセ（おおさかオートメッセ、英語表記：OSAKA AUTOMESSE）は、1997年1月に第1回目を開催し、以後毎年開催されているカスタマイズカー中心のモーターショーである。
類似イベントとして東京オートサロン、ナゴヤオートトレンドなどが挙げられる。

## 概要
展示規模では関西圏最大級のモーターショー。ドレスアップカー、チューニングカーと呼ばれるカスタマイズカーが中心の展示。毎年20万人以上の来場者でにぎわう。
なお、2021年の開催は新型コロナウイルス感染拡大に鑑み、初の中止となった。

### 開催遍歴と入場者数
- 1997年（第1回）　インテックス大阪　151,741人 - 1月
- 1998年（第2回）　大阪ドーム（現・京セラドーム大阪）　188,238人 - 3月6日～8日開催
- 1999年（第3回）　インテックス大阪　192,921人 - 2月12日～14日開催（以後、毎年2月開催）
- 2000年（第4回）　インテックス大阪　227,423人
- 2001年（第5回）　インテックス大阪　228,527人
- 2002年（第6回）　インテックス大阪　208,209人（この回で通算入場者数100万人を突破）
- 2003年（第7回）　インテックス大阪　217,345人
- 2004年（第8回）　インテックス大阪　225,871人
- 2005年（第9回）　インテックス大阪　249,140人
- 2006年（第10回）　インテックス大阪　231,005人（この回で通算入場者数200万人を突破）
- 2007年（第11回）　インテックス大阪　249,746人
- 2008年（第12回）　インテックス大阪　239,677人
- 2009年（第13回）　インテックス大阪　236,801人
- 2010年（第14回）　インテックス大阪　210,118人（この回で通算入場者数300万人を突破）
- 2011年（第15回）　インテックス大阪　217,037人
- 2012年（第16回）　インテックス大阪　205,756人
- 2013年（第17回）　インテックス大阪　217,107人
- 2014年（第18回）　インテックス大阪　205,545人
- 2015年（第19回）　インテックス大阪　219,961人（この回で通算入場者数400万人を突破）
- 2016年（第20回）　インテックス大阪　223,801人
- 2017年（第21回）　インテックス大阪　223,983人
- 2018年（第22回）　インテックス大阪　217,507人
- 2019年（第23回）　インテックス大阪　262,277人（この回で通算入場者数500万人を突破）
- 2020年（第24回）　インテックス大阪　207,479人[2]
- 2021年　　　　　　 インテックス大阪　新型コロナウイルス感染拡大により開催中止
- 2022年（第25回）　インテックス大阪　74,909人
- 2023年（第26回）　インテックス大阪　205,462人
- 2024年（第27回）　インテックス大阪　211,738人
- 2025年（第28回）　インテックス大阪　195,730人

### 次回開催予定
2026年（第29回）　インテックス大阪　2月13日～15日

## 歴代イメージガール一覧
- 2001年～2002年：パラパラオールスターズ
- 2003年：小田倉良子、工藤友美
- 2004年：徳澤直子、ソフィア・グリーンウッド
- 2005年：しおり、紗耶
- 2006年：片瀬まひろ、鷲巣あやの、小野瀬留美
- 2007年：桝本奈生、中林れもん、高橋麻美
- 2008年：鈴木礼央奈、実はる那、山崎みどり
- 2009年：実はる那、森田香央里、坂本麻衣
- 2010年：菜々緒、五十嵐梅（現：広瀬彩香）
- 2011年：5SHIP
- 2012年：清田絵里加、志摩マキ、田邉梨絵、ソンミ

## SPEED & POWER STYLE
SPEED & POWER STYLE（スピード&パワー・スタイル）とは、日本のレコード会社であるエイベックスがリリースしていた、大阪オートメッセ公認CDアルバムのタイトル。
オートメッセの雰囲気に合ったユーロビートやトランスなどのダンスナンバーをノンストップで収録しているが、『SUPER EUROBEAT presents SUPER GT』や『TOKYO AUTOSALON presents EVOLUTION』シリーズとは違い、イベント自体のイメージガールによるオリジナル曲は制作されなかった。

### 作品リスト
| タイトル                        | 発売年月日    | 規格品番   | 備考                                                                                      |
| ------------------------------- | ------------- | ---------- | ----------------------------------------------------------------------------------------- |
| SPEED & POWER STYLE             | 2004年1月15日 | AVCD-17386 | シリーズ第1作にして唯一のコピーコントロールCD。                                           |
| SPEED & POWER STYLE 2005        | 2005年1月19日 | AVCD-17583 |                                                                                           |
| SPEED & POWER STYLE 2006        | 2006年1月18日 | AVCD-17806 |                                                                                           |
| SPEED & POWER STYLE 2007        | 2007年1月31日 | AVCD-23136 |                                                                                           |
| THE BEST OF SPEED & POWER STYLE | 2008年1月30日 | AVCD-23473 | シリーズ初のベスト・アルバム。 ジャケットには「SPEED & POWER STYLE BEST」と書かれている。 |
| SPEED & POWER STYLE 2008        | 2008年1月30日 | AVCD-23450 | 上記のベスト盤と同時発売。                                                                |
| SPEED & POWER STYLE 2009        | 2009年1月28日 | AVCD-23723 |                                                                                           |
| SPEED & POWER STYLE 2010        | 2010年1月27日 | AVCD-23995 |                                                                                           |
| SPEED & POWER STYLE 2011        | 2011年1月26日 | AVCD-38172 |                                                                                           |

## 会場へのアクセス

### 鉄道
- Osaka Metro 南港ポートタウン線・中ふ頭駅
- Osaka Metro 南港ポートタウン線・トレードセンター前駅
- Osaka Metro 中央線、南港ポートタウン線・コスモスクエア駅

### 高速道路
- 阪神高速 4号湾岸線、5号湾岸線、16号大阪港線・南港北IC
- 阪神高速 4号湾岸線・南港南IC

### フェリー
- 大阪南港フェリーターミナル

## 参照ウェブサイト等
1. ↑  “大阪オートメッセ2021、新型コロナウイルスの感染拡大を鑑みて開催中止”.   Car Watch (2020年11月20日). 2020年11月22日閲覧。
2. ↑  “「大阪オートメッセ2020」開催結果報告” (PDF). 2020年2月18日閲覧。